# Actio
Actio (latin framförande). Ordet används främst inom retoriken och behandlar en talares framförande. Actio fokuserar alltså på en talares yttre uppträdande, vilket inkluderar talarens olika rörelser, gester, röstlägen, ögonkontakter med publiken och var talaren befinner sig i rummet. 
Aristoteles menade att framförandets viktigaste del var uttalet (pronuntiatio). Det vill säga hur man brukar sin röst genom att gå mellan olika tonlägen. Framförandets verklige fader var troligen Demosthenes. Skådespelaren Andronikos råkade en gång höra Demosthenes tala till en folkmassa. Demosthenes blev avbruten och utskrattad. Andronikos förklarade då för Demosthenes att han var duktig på att bruka orden men att själva framförandet var bristfälligt. Andronikos hade memorerat Demosthenes tal till folkmassan och framförde det för Demosthenes på ett nytt sätt. Varpå Demosthenes insåg att Andronikos hade helt rätt och tog honom som sin lärare. Demosthenes lät bygga sig ett underjordiskt rum med en stor spegel där han dagligen övade sin röst. Han tränade på att anpassa sin kropp till olika ord, för att på bästa sätt ge orden liv och lämpa orden bättre för övertygelse. 
För att visa att en god talare använder rösten och kroppen på samma sätt som musikern använder sitt instrument vid ett framförande skrev Cicero så här i De oratore (Om talaren): "Till varje rörelse i människors sinnen hör av naturen ett särskilt uttryck i ansiktet, ett tonfall, en gest. Hela människokroppen med alla dess anletsdrag och tonfall liknar därför strängarna på en harpa, och ljuder när olika sinnesrörelser slår an dem."
Demosthenes blev sedermera sin tids störste talare och blev berömd för de dramatiska sätt som han framförde sina tal på. Han ansåg hädanefter att framförandet var det absolut viktigaste i hela talekonsten. Han var även känd för sina speciella svar på frågorna om vad som var näst och tredje viktigast. Han svarade: Framförandet och åter framförandet. 

## Tekniker
För att göra ett starkt framträdande krävs det att man behärskar de tekniker och delar som inbegrips i actio. Framförandet inkluderar tre större delar:
- Mimik, där fokus ligger på munnens, ögonens och ögonbrynens minspel.
- Prosodi, där fokus ligger på röstens klang, pauser och betoningar.
- Gestik, där fokus ligger på kroppshållning såväl som rörelsemönster.

### Mimik
Mimiken är viktig vid ett framförande för att skapa ett starkt ethos samt öka förmågan att väcka pathos. Minspelets betydelse är relativt underutforskad, men studier i kognitiv och socialpsykologi har på senare tid visat på dess centrala roll. Redan Darwin pratade om människans omedvetna och medvetna sätt att kommunicera via ansiktsuttryck. Mänsklig mimik är mestadels genetisk och reflexartad. Det visar studier som gjorts på människor som är medfött blinda, men ändå visar samma ansiktsuttryck vid vrede, sorg, glädje osv. som seende människor. Detta till trots går det att träna upp sin förmåga att kommunicera med mimik. 
Säger actio och pronuntitatio emot orden så tror man mer på det man ser och tolkar av tonfallet än det som munnen säger. Vissa ansiktsmuskler går att träna, men långt ifrån alla. Ögonmuskeln orbicularis oculi aktiveras endast då vi känner glädje. Man kan le med munnen, men ler inte ögonen kan man uppfattas som falsk eller ej trovärdig. Man kan inte styra orbicularis oculi men man kan framkalla en automatisk styrning av den om man tänker på något som ger glädje. Ansiktets minspel fångar människans visuella uppmärksamhet och alla små detaljer är mycket betydelsebärande. Ögonbrynen spelar den mest centrala rollen, sedan följer munnen och därefter även ögonens blickriktning och ögonform.  
Avläsningen av minspelet sker oftast omedvetet. Forskare menar att människan läser av varandra hela tiden, men gör det omedvetet. Människan verkar ha en genetisk förmåga att allra snabbast avläsa hotfulla uttryck. Om en människa exempelvis ler men samtidigt rynkar på ögonbrynen, tyder det på hot och fara.

### Prosodi
En annan viktig del i framförandet är den som framförallt knyts till pronuntiatio, nämligen prosodi. Detta innebär röstens alla egenskaper. Allt det som röstens tonfall, klang, pauser, betoningar med mera förmedlar, är avgörande för människans tolkning och förståelse av vad någon säger. Man kan utläsa mycket i en persons stämma. Vid ett telefonsamtal från någon okänd människa avläser man omedelbart personens kön, ungefärliga ålder, bakgrund och utbildningsnivå. Man hör även om personen verkar glad, arg, ledsen osv. Känner man igen en speciell dialekt går det omedelbart att spekulera i var personen kommer ifrån rent geografiskt. Man kan även höra om personen verkar dominant eller blyg och om personen verkar trovärdig eller inte. Denna analys är färdig på mindre än två sekunder. 
Det finns lika många röster som det finns människor och varje stämma har sin egen grundton. Mannen har historiskt sett haft ett försprång gentemot kvinnan. Fysiologiskt sett så har mannen ett längre stämband som ger en mörkare, fylligare röst med fler övertoner. Det kan innebära att rösten blir behagligare att lyssna till än kvinnliga stämband som är kortare och ger en ljusare, högre och tunnare röst. 
Nedan följer beskrivningar av ljudsignaler som kan stärka pathos.
- Tonfall/Klang -  Tonfallet återger attityder, emotioner (Exempelvis glädje, ilska, förvåning, engagemang) samt vilken typ av sammanhang talet ger (Ett påstående eller en fråga)

- Ljudstyrka - Röstens ljudvolym

- Betoning - De stavelser och ord som understryks extra och den effekt de får

- Tempo/Pausering - Talets flyt, dvs. rytm och melodi. I detta inkluderas även de minipauser, tvekanden, accelerationer upp och ned samt de inandningar som talaren gör.

- Tonhöjdens omfång -  Här ingår talets frekvens, röstens akustiska intensitet samt röstens uthållighet för att ge ett intryck av energi och kraftfullhet. Vilket påverkar talets välljudande karaktär, som i sin tur kan ge talaren en stark utstrålning.

### Gestik
Gestik är ytterligare en viktig teknik då det gäller ett bra framförande. Gester är något som kan uppfattas olika av människor som kommer från olika kulturer. Exempelvis visar människor från Sydeuropa prov på ett större kroppsspråk än människor från Norden, oftast med livligare gester av olika slag. De fysiska uttrycken för känslor och andra sinnesrörelser är dock oftast biologiska. Tårar är överallt ett tecken på sorg eller andra upprivande känslor. 
Gester har till uppgift att:
- Uttrycka känslor och visa personliga attityder, exempelvis att skratta eller le (pathos)

- Informera om personligheten, exempelvis att talaren har kraftfulla och bestämda handrörelser (ethos)

- Reglera turtagningen, exempelvis genom att med händer eller munnen visa på talansatser (dispositio)

Gesternas retoriska funktion kan delas in påföljande sätt:
1. Emblem (gester som liknar ord, exempelvis v-tecknet för seger)
2. Illustratorer som delas in i undergrupperna:

- Batonger, beats (följer och framhäver talets rytm). Understryker ord och indikerar talets segmentering i satser och fraser.
- Ideografer (ger en konkret bild av en abstrakt idé)
- Deiktiska (utpekande gester)
- Spatiala (markerar rumsliga relationer)
- Kinetografer (återger rörelser)
- Piktografer (teckningar i luften)

1. Känslosignaler (genom miner, kroppshållning och -rörelser)
2. Regulatorer (samspelar och styr förhållandet mellan talare och åhörare, exempelvis genom att lägga fingret på munnen för att hyssja ner)
3. Adaptorer (utlösning för spänning och nervositet hos talaren, exempelvis att skramla med mynt eller nycklar i fickan)

Det finns hur många gester och tolkningar som helst och därför ingen mening med att redogöra för alla. Däremot kan det vara intressant att studera John Bulwers Chirologia från 1644 där hans planscher återger en rad av de gester som Quintilianus omnämner i sin retoriska lärobok.

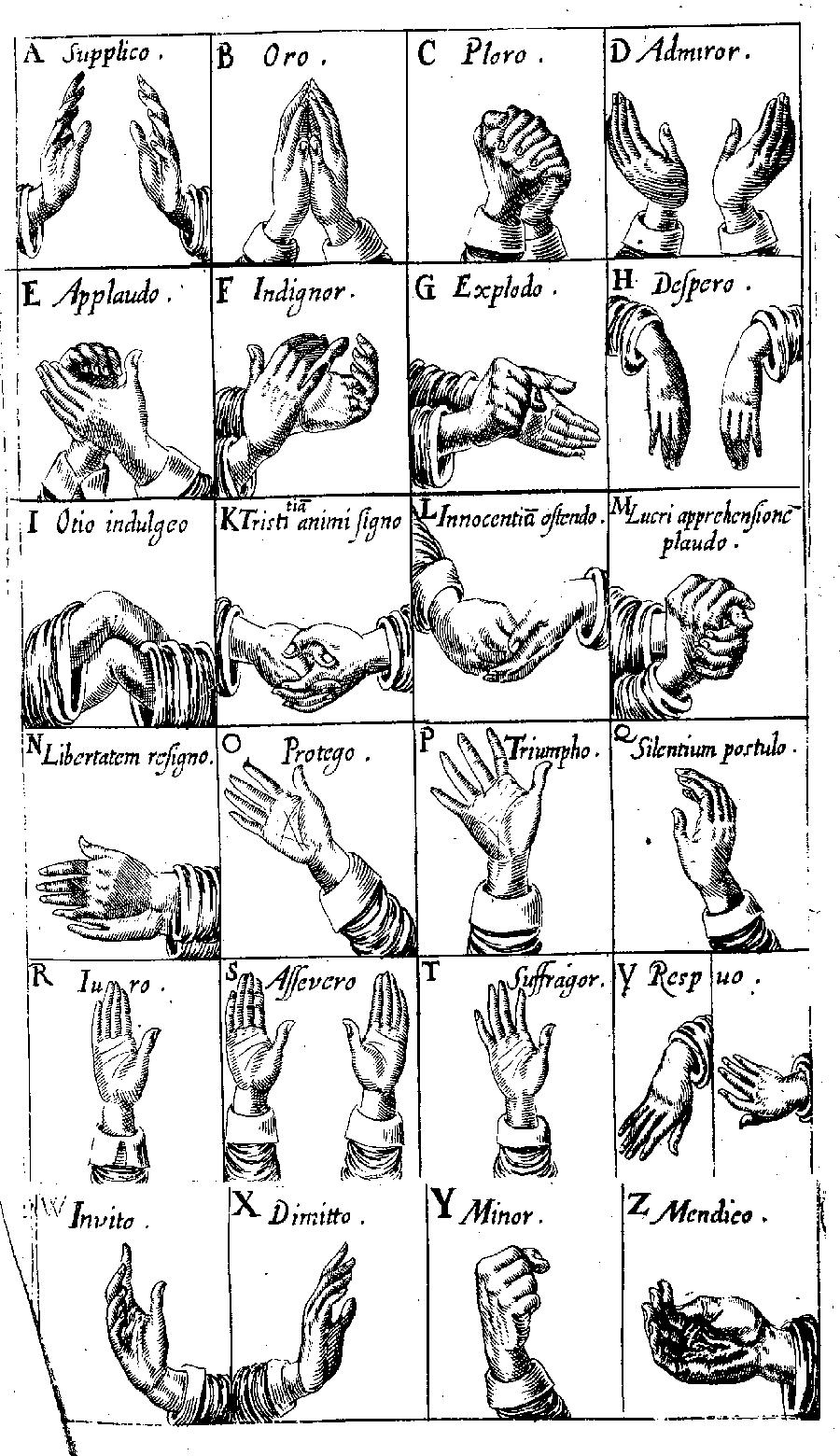
John Bulwers Chirologia

### Arbetsgången för en talare
- Intellectio
- Inventio
- Dispositio
- Elocutio
- Memoria
- actio